# Клертон (Пенсилванија)
Клертон (енгл. Clairton) град је у америчкој савезној држави Пенсилванија. По попису становништва из 2010. у њему је живело 6.796 становника.

## Демографија
Према попису становништва из 2010. у граду је живело 6.796 становника, што је 1.695 (20,0%) становника мање него 2000. године.
| Група             | 2000.         | 2010.         |
| Белци             | 5.840 (68,8%) | 3.924 (57,7%) |
| Афроамериканци    | 2.405 (28,3%) | 2.557 (37,6%) |
| Азијати           | 14 (0,2%)     | 20 (0,3%)     |
| Хиспаноамериканци | 62 (0,7%)     | 108 (1,6%)    |
| Укупно            | 8.491         | 6.796         |